# کریم انصاری‌فرد
کریم انصاری‌فرد (زادهٔ ۱۴ فروردین ۱۳۶۹) بازیکن فوتبال اهل ایران  است که در پست مهاجم بازی می‌کند.
وی سابقه بازی در تیم‌های سایپا، پرسپولیس، تراکتور، اوساسونا، پانیونیوس، المپیاکوس، ناتینگهام فارست، السیلیه، آ.ا. ک آتن، اومانیا و آریس سالونیک را دارد و در تراکتور و سایپا آقای گل لیگ برتر ایران شد.

## زندگی شخصی
انصاری فرد متولد ۱۴ فروردین ۱۳۶۹ شهرستان اردبیل متولد شد و آخرین فرزند خانواده خود است. او چهار برادر و سه خواهر دارد و تحصیلات دانشگاهی خود را در دانشگاه آزاد اسلامی واحد تهران غرب گذرانده ‌است.
در سال ۲۰۱۸ رسانه‌های یونانی اعلام کردند که کریم انصاری‌فرد و الکساندرا صوفیا که رئیس یک شرکت حمل‌ونقل و دختر یکی از بزرگ‌ترین تجار یونان است پس از دو سال آشنایی تصمیم به ازدواج گرفته‌اند. سرانجام در اوت ۲۰۱۸، انصاری‌فرد در مراسمی که در وولیاگمنی برگزار شد، با الکساندرا صوفیا کالولی ازدواج کرد. کالولی مدیر عامل مرکز هوش هیجانی دریایی نوآورانه (IMEQ Center)، یک مرکز تحقیقات سلامت روان با دفاتری در قبرس و یونان است. الکساندرا صوفیا دانش‌آموخته رشته پزشکی در قبرس و سپس روان‌شناسی در دانشگاه کولوناکی است. این زوج صاحب یک دختر هستند. 

## سبک بازی
هوادارانش او را با اسطوره ایرانی، علی دایی، و مهاجم آلمانی، توماس مولر، مقایسه می‌کنند. بازیکن مورد علاقه او فرناندو تورس است. او یک مهاجم نوک با انرژی زیاد و در هر دو نبرد هوایی و زمینی چشمگیر است. او در فصل اول برای سایپا به عنوان وینگر راست بازی کرد، اما در فصل‌های بعدی به پست اصلی خود بازگشت.

## دوران باشگاهی

### سایپا
در یکی از اردوهای تدارکاتی سایپا در اردبیل، زادگاه کریم، او توسط علی دایی، مربی ارشد، تحت آموزش قرار گرفت و در آکادمی جوانان باشگاه سایپا پذیرفته شد. بعد از مدتی او به تیم اصلی راه یافت و ۱۳۱ بازی رسمی در لیگ برتر خلیج فارس و ۵۶ گل حاصل کار او در سایپا بود. او در سایپا پیشنهادهای خارجی خوبی داشت که به‌دلیل مشکلاتی انتقال او انجام نشد.

### پرسپولیس

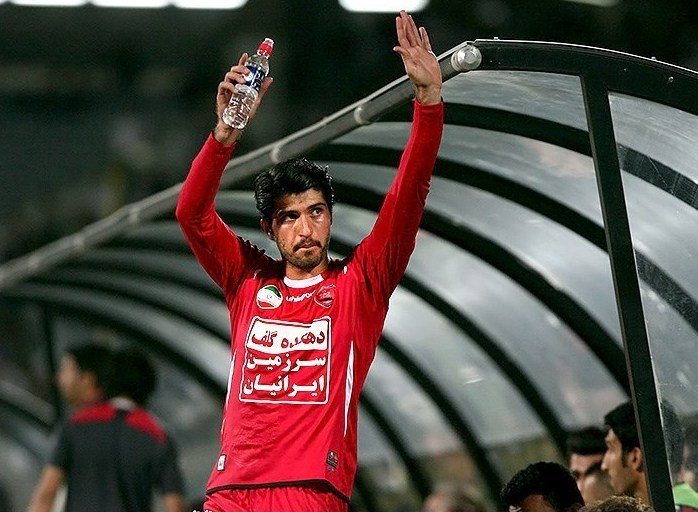
انصاری‌فرد با پرسپولیس

پس از درخشش در سایپا، در ۱۷ ژوئن ۲۰۱۲ کریم انصاری‌فرد با قراردادی سه‌ساله رسماً به باشگاه فوتبال پرسپولیس پیوست. او در پرسپولیس شمارهٔ ۹ را پوشید. همچنین نخستین گل خود را در یک بازی قبل از فصل با آلومینیوم به ثمر رساند. نخستین بازی رسمی او برای پرسپولیس در یک مسابقه برابر صنعت نفت بود و گل اول رسمی‌اش را نیز در برابر گهر زاگرس به ثمر رساند. او اولین هت تریک خود را به عنوان بازیکن پرسپولیس در برابر پیکان تهران انجام داد.
کریم انصاری‌فرد در رقابت‌های جام حذفی فوتبال ایران در برابر ملوان نیز هتریک دیگری کرد. او همچنین گل نخست پرسپولیس را در فینال جام حذفی به ثمر رساند. در ابتدای فصل، انصاری فرد ابتدا تصمیم گرفت تا در پرسپولیس با وجود پیشنهادهایی از سپاهان، تراکتور سازی و دو مشتری لیگ امارات متحده عربی بماند؛ اما در پایان از پرسپولیس به‌همراه سرمربی این تیم جدا شد.

### تراکتور
کریم انصاری‌فرد در ۲۳ تیر ۱۳۹۲ به تیم تراکتور پیوست. پس از پیوستن وی به تراکتورسازی تبریز به دلیل ارسال نشدن به موقع مدارک به سازمان لیگ، وی از هم‌راهی این تیم در بازی نخست لیگ برتر ایران جا ماند. پس از آن، برخی خبرگزاری‌ها به دلیل فسخ نشدن به موقع قرارداد انصاری‌فرد با پرسپولیس خبر از محرومیت وی تا نیم‌فصل نخست دادند. به هر روشی، وی توانست در دومین بازی تیم تراکتور در لیگ برتر برابر گسترش فولاد، حضور داشته باشد. بازی‌های چشم نواز و اصالت اردبیلی وی، چهرهٔ محبوبی از کریم انصاری فرد در این باشگاه ساخت و هواداران تراکتور لقب کریم ساوالان را برای وی برگزیدند. نخستین گل انصاری‌فرد برای تیم تراکتور برابر تیم ذوب آهن به ثمر رسید. گل او مقابل الاتحاد در لیگ قهرمانان آسیا یکی از ماندگارترین گل‌های تراکتور است.

### اوساسونا
کریم انصاری‌فرد با قراردادی دوساله به باشگاه فوتبال اوساسونا پیوست؛ صفحه رسمی اوساسونا، عکسی از کریم انصاری‌فرد منتشر کرد و شماره او در تیم را ۱۲ اعلام کرد.

### پانیونیوس
در تابستان سال ۲۰۱۵ او با باشگاه فوتبال پانیونیوس در سوپر لیگ یونان به توافق رسید. ۴۴ بازی رسمی و ۱۴ گل حاصل کار او در این تیم بود.

### المپیاکوس
کریم انصاری‌فرد با قراردادی به ارزش ۵۰۰ هزار یورو و به مدت ۳ فصل و نیم به تیم فوتبال المپیاکوس یونان پیوست. وی در فصل جاری با زدن ۱۷ گل بهترین گلزن المپیاکوس در سوپر لیگ فوتبال یونان لقب گرفت.

### ناتینگهام فارست
انصاری‌فرد در تاریخ ۳ نوامبر ۲۰۱۸ و روز پایانی فصل نقل و انتقالات اروپا به تیم ناتینگهام فارست پیوست. او اولین بازی خود را برای باشگاه در تاریخ ۳ نوامبر به عنوان بازیکن جایگزین در پیروزی ۱–۰ دربرابر شفیلد یونایتد انجام داد.

### السیلیه
در تاریخ ۱۲ ژوئیه ۲۰۱۹ کریم انصاری‌فرد طی قراردادی به باشگاه ورزشی السیلیه در لیگ ستارگان قطر پیوست.وی یک فصل فوتبال را برای این تیم بازی کرد ولیکن با مهار پنالتی اش در مسابقه پلی اف لیگ قهرمانان آسیا برابر باشگاه فوتبال پدیده مشهدتوسط سید مهدی رحمتی مانع رقم خوردن اولین حضور این تیم در لیگ قهرمانان آسیا شد.

### آ.اِ. ک آتن
کریم انصاری‌فرد در ۲۵ اوت ۲۰۲۰ با ثبت قراردادی سه ساله به باشگاه آ.ا. ک آتن پیوست. در تاریخ ۳۰ اوت ۲۰۲۲ وی قرارداد خود را با باشگاه آ.ا. ک آتن فسخ نمود.

### اومانیا
او بعد از فسخ قرارداد خود با تیم یونانی با قراردادی دو ساله به باشگاه اومانیا قبرس پیوست.

## دوران ملی

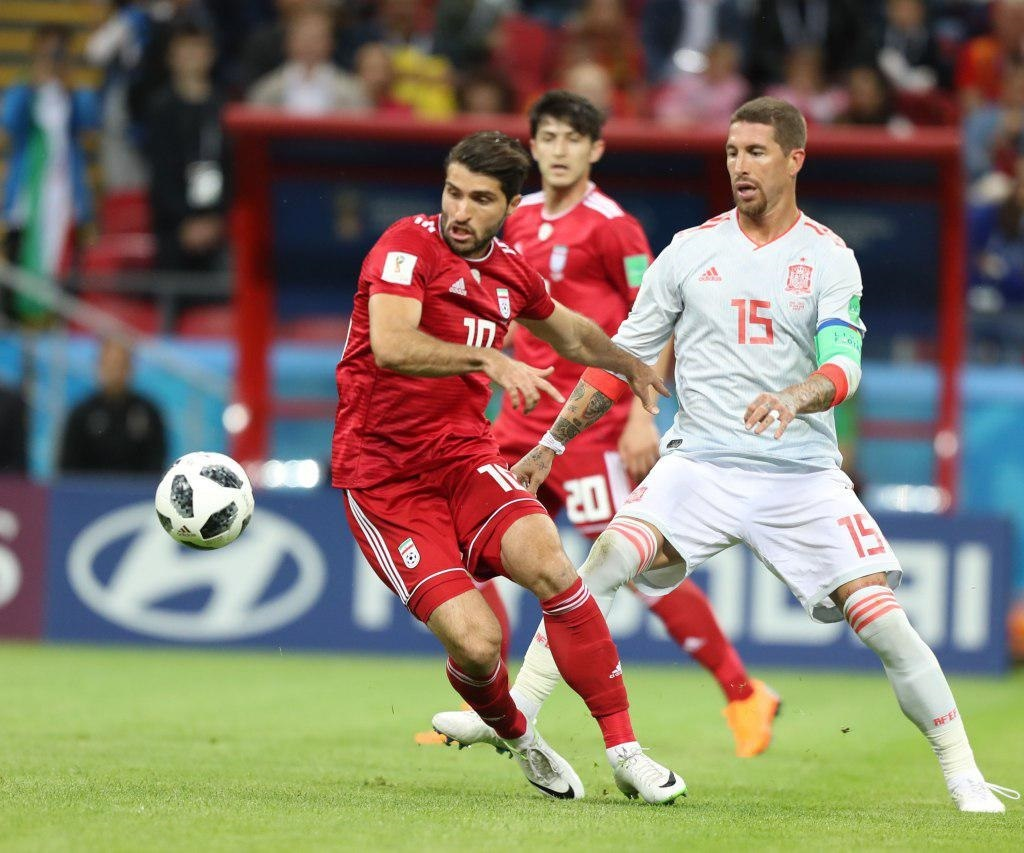
انصاری‌فرد در بازی اسپانیا در جام جهانی ۲۰۱۸

کریم انصاری‌فرد از جمله بازیکنانی است که تمام رده‌های تیم ملی را تجربه کرده‌است. وی همچنین در دومین بازی ملی خود در ردهٔ بزرگسالان، برابر تیم ملی ایسلند تنها گل بازی و نخستین گل ملی خود را ثبت نمود. کریم انصاری‌فرد تک گل بازی ایران - کره‌شمالی در مسابقات جام ملت‌های آسیا ۲۰۱۱ در قطر را به ثمر رساند. در جام جهانی ۲۰۱۸ نیز در دیدار ایران و پرتغال، او تک گل ایران را از روی نقطهٔ پنالتی زد.

## آمار

### باشگاهی
تا تاریخ ۳۰ اردیبهشت ۱۴۰۳
| باشگاه                | فصل                   | لیگ  | لیگ | جام  | جام | بین‌المللی | بین‌المللی | دیگر | دیگر | مجموع | مجموع |
| باشگاه                | فصل                   | بازی | گل  | بازی | گل  | بازی      | گل        | بازی | گل   | بازی  | گل    |
| --------------------- | --------------------- | ---- | --- | ---- | --- | --------- | --------- | ---- | ---- | ----- | ----- |
| سایپا                 | ۲۰۰۷–۲۰۰۸             | ۱۸   | ۱   | ۰    | ۰   | ۵         | ۱         | –    | –    | ۲۳    | ۲     |
| سایپا                 | ۲۰۰۸–۲۰۰۹             | ۱۴   | ۱   | ۱    | ۰   | –         | –         | –    | –    | ۱۵    | ۱     |
| سایپا                 | ۲۰۰۹–۲۰۱۰             | ۳۱   | ۱۳  | ۱    | ۰   | –         | –         | –    | –    | ۳۲    | ۱۳    |
| سایپا                 | ۲۰۱۰–۲۰۱۱             | ۲۹   | ۱۹  | ۱    | ۰   | –         | –         | –    | –    | ۳۰    | ۱۹    |
| سایپا                 | ۲۰۱۱–۲۰۱۲             | ۳۱   | ۲۱  | ۰    | ۰   | –         | –         | –    | –    | ۳۱    | ۲۱    |
| مجموع سایپا           | مجموع سایپا           | ۱۲۳  | ۵۵  | ۳    | ۰   | ۵         | ۱         | –    | –    | ۱۳۱   | ۵۶    |
| پرسپولیس              | ۲۰۱۲–۲۰۱۳             | ۳۱   | ۸   | ۵    | ۴   | –         | –         | –    | –    | ۳۶    | ۱۲    |
| مجموع پرسپولیس        | مجموع پرسپولیس        | ۳۱   | ۸   | ۵    | ۴   | –         | –         | –    | –    | ۳۶    | ۱۲    |
| تراکتور               | ۲۰۱۳–۲۰۱۴             | ۲۸   | ۱۴  | ۴    | ۲   | ۴         | ۱         | –    | –    | ۳۶    | ۱۷    |
| مجموع تراکتور         | مجموع تراکتور         | ۲۸   | ۱۴  | ۴    | ۲   | ۴         | ۱         | –    | –    | ۳۶    | ۱۷    |
| اوساسونا              | ۲۰۱۴–۲۰۱۵             | ۱۶   | ۰   | ۱    | ۰   | –         | –         | –    | –    | ۱۷    | ۰     |
| مجموع اوساسونا        | مجموع اوساسونا        | ۱۶   | ۰   | ۱    | ۰   | –         | –         | –    | –    | ۱۷    | ۰     |
| پانیونیوس             | ۲۰۱۵–۲۰۱۶             | ۲۷   | ۸   | ۶    | ۱   | –         | –         | ۳    | ۱    | ۳۹    | ۱۰    |
| پانیونیوس             | ۲۰۱۶–۲۰۱۷             | ۱۴   | ۵   | ۱    | ۰   | –         | –         | –    | –    | ۱۵    | ۵     |
| مجموع پانیونیوس       | مجموع پانیونیوس       | ۴۱   | ۱۳  | ۷    | ۱   | –         | –         | ۳    | ۱    | ۵۱    | ۱۵    |
| المپیاکوس             | ۲۰۱۶–۲۰۱۷             | ۹    | ۱   | ۶    | ۱   | ۴         | ۲         | –    | –    | ۱۹    | ۴     |
| المپیاکوس             | ۲۰۱۷–۲۰۱۸             | ۲۵   | ۱۷  | ۲    | ۱   | ۰         | ۰         | –    | –    | ۲۷    | ۱۸    |
| المپیاکوس             | ۲۰۱۸–۲۰۱۹             | ۰    | ۰   | ۰    | ۰   | ۲         | ۰         | –    | –    | ۲     | ۰     |
| مجموع المپیاکوس       | مجموع المپیاکوس       | ۳۴   | ۱۸  | ۸    | ۲   | ۶         | ۲         | –    | –    | ۴۸    | ۲۲    |
| ناتینگهام فارست       | ۲۰۱۸–۲۰۱۹             | ۱۲   | ۲   | ۰    | ۰   | –         | –         | –    | –    | ۱۲    | ۲     |
| مجموع ناتینگهام فارست | مجموع ناتینگهام فارست | ۱۲   | ۲   | ۰    | ۰   | –         | –         | –    | –    | ۱۲    | ۲     |
| السیلیه               | ۲۰۱۹–۲۰۲۰             | ۲۰   | ۶   | ۰    | ۰   | ۱         | ۰         | –    | –    | ۲۱    | ۶     |
| مجموع السیلیه         | مجموع السیلیه         | ۲۰   | ۶   | ۰    | ۰   | ۱         | ۰         | –    | –    | ۲۱    | ۶     |
| آ.ا. ک آتن            | ۲۰۲۰–۲۰۲۱             | ۳۴   | ۱۳  | ۵    | ۰   | ۸         | ۱         | –    | –    | ۴۷    | ۱۴    |
| آ.ا. ک آتن            | ۲۰۲۱–۲۰۲۲             | ۲۹   | ۴   | ۲    | ۱   | ۴         | ۱         | –    | –    | ۳۵    | ۶     |
| مجموع آ.ا. ک آتن      | مجموع آ.ا. ک آتن      | ۶۳   | ۱۷  | ۷    | ۱   | ۱۲        | ۲         | –    | –    | ۸۲    | ۲۰    |
| اومانیا               | ۲۰۲۲–۲۰۲۳             | ۳۱   | ۴   | ۵    | ۳   | ۵         | ۱         | –    | –    | ۴۱    | ۸     |
| اومانیا               | ۲۰۲۳–۲۰۲۴             | ۱۵   | ۲   | ۰    | ۰   | ۴         | ۰         | ۱    | ۰    | ۲۰    | ۲     |
| مجموع اومانیا         | مجموع اومانیا         | ۴۶   | ۶   | ۵    | ۳   | ۹         | ۱         | ۱    | ۰    | ۶۱    | ۱۰    |
| آریس سالونیک          | ۲۰۲۳–۲۰۲۴             | ۱۲   | ۱   | ۲    | ۰   | ۰         | ۰         | –    | –    | ۱۴    | ۱     |
| مجموع آمار            | مجموع آمار            | ۴۲۶  | ۱۴۰ | ۴۲   | ۱۳  | ۳۷        | ۷         | ۴    | ۱    | ۵۰۹   | ۱۶۱   |

### بازی‌های ملی
تا تاریخ ۳ فوریهٔ ۲۰۲۴
| ایران | ایران | ایران | ایران  |
| سال   | بازی  | گل    | پاس گل |
| ----- | ----- | ----- | ------ |
| ۲۰۰۹  | ۶     | ۲     | ۰      |
| ۲۰۱۰  | ۸     | ۰     | ۰      |
| ۲۰۱۱  | ۱۱    | ۵     | ۰      |
| ۲۰۱۲  | ۱۰    | ۱     | ۱      |
| ۲۰۱۳  | ۳     | ۰     | ۰      |
| ۲۰۱۴  | ۶     | ۲     | ۰      |
| ۲۰۱۵  | ۴     | ۱     | ۱      |
| ۲۰۱۶  | ۷     | ۴     | ۰      |
| ۲۰۱۷  | ۴     | ۲     | ۱      |
| ۲۰۱۸  | ۱۳    | ۳     | ۰      |
| ۲۰۱۹  | ۹     | ۶     | ۴      |
| ۲۰۲۰  | ۱     | ۰     | ۰      |
| ۲۰۲۱  | ۸     | ۳     | ۱      |
| ۲۰۲۲  | ۶     | ۰     | ۱      |
| ۲۰۲۳  | ۲     | ۰     | ۰      |
| ۲۰۲۴  | ۶     | ۱     | ۰      |
| مجموع | ۱۰۴   | ۳۰    | ۹      |

### گل‌های ملی
تا تاریخ ۱۴ ژانویه ۲۰۲۴
| شماره | تاریخ           | میزبان   | بازی ملی | حریف              | نتیجه | رقابت                        |
| ----- | --------------- | -------- | -------- | ----------------- | ----- | ---------------------------- |
| ۱     | ۱۰ نوامبر ۲۰۰۹  | تهران    | ۲        | ایسلند            | ۱–۰   | دوستانه                      |
| ۲     | ۳۰ دسامبر ۲۰۰۹  | دوحه     | ۶        | مالی              | ۱–۲   | دوستانه                      |
| ۳     | ۱۵ ژانویه ۲۰۱۱  | دوحه     | ۱۷       | کرهٔ شمالی         | ۱–۰   | جام ملت‌های آسیا ۲۰۱۱         |
| ۴     | ۲۳ ژوئیه ۲۰۱۱   | تهران    | ۲۰       | مالدیو            | ۴–۰   | مقدماتی جام جهانی ۲۰۱۴       |
| ۵     | ۲۳ ژوئیه ۲۰۱۱   | تهران    | ۲۰       | مالدیو            | ۴–۰   | مقدماتی جام جهانی ۲۰۱۴       |
| ۶     | ۵ اکتبر ۲۰۱۱    | تهران    | ۲۳       | فلسطین            | ۷–۰   | دوستانه                      |
| ۷     | ۱۱ اکتبر ۲۰۱۱   | تهران    | ۲۴       | بحرین             | ۶–۰   | مقدماتی جام جهانی ۲۰۱۴       |
| ۸     | ۱۸ آوریل ۲۰۱۲   | تهران    | ۲۸       | موریتانی          | ۲–۰   | دوستانه                      |
| ۹     | ۳ مارس ۲۰۱۴     | کرج      | ۳۹       | کویت              | ۳–۲   | مقدماتی جام ملت‌های آسیا ۲۰۱۵ |
| ۱۰    | ۳۰ مه ۲۰۱۴      | هارتبرگ  | ۴۲       | آنگولا            | ۱–۱   | دوستانه                      |
| ۱۱    | ۱۷ نوامبر ۲۰۱۵  | هاگاتنیا | ۴۸       | گوآم              | ۶–۰   | مقدماتی جام جهانی ۲۰۱۸       |
| ۱۲    | ۷ ژوئن ۲۰۱۶     | تهران    | ۵۲       | قرقیزستان         | ۶–۰   | دوستانه                      |
| ۱۳    | ۷ ژوئن ۲۰۱۶     | تهران    | ۵۲       | قرقیزستان         | ۶–۰   | دوستانه                      |
| ۱۴    | ۱۰ نوامبر ۲۰۱۶  | شاه عالم | ۵۴       | پاپوآ گینهٔ نو     | ۸–۱   | دوستانه                      |
| ۱۵    | ۱۰ نوامبر ۲۰۱۶  | شاه عالم | ۵۴       | پاپوآ گینهٔ نو     | ۸–۱   | دوستانه                      |
| ۱۶    | ۵ اکتبر ۲۰۱۷    | تهران    | ۵۸       | توگو              | ۲–۰   | دوستانه                      |
| ۱۷    | ۵ اکتبر ۲۰۱۷    | تهران    | ۵۸       | توگو              | ۲–۰   | دوستانه                      |
| ۱۸    | ۸ ژوئن ۲۰۱۸     | مسکو     | ۶۴       | لیتوانی           | ۱–۰   | دوستانه                      |
| ۱۹    | ۲۵ ژوئن ۲۰۱۸    | سارانسک  | ۶۷       | پرتغال            | ۱–۱   | جام جهانی ۲۰۱۸ روسیه         |
| ۲۰    | ۱۵ نوامبر ۲۰۱۸  | تهران    | ۷۰       | ترینیداد و توباگو | ۱–۰   | دوستانه                      |
| ۲۱    | ۲۴ ژانویه ۲۰۱۹  | ابوظبی   | ۷۵       | چین               | ۳–۰   | جام ملت‌های آسیا ۲۰۱۹         |
| ۲۲    | ۱۰ سپتامبر ۲۰۱۹ | هنگ کنگ  | ۷۹       | هنگ کنگ           | ۲–۰   | مقدماتی جام جهانی ۲۰۲۲       |
| ۲۳    | ۱۰ اکتبر ۲۰۱۹   | تهران    | ۸۰       | کامبوج            | ۱۴–۰  | مقدماتی جام جهانی ۲۰۲۲       |
| ۲۴    | ۱۰ اکتبر ۲۰۱۹   | تهران    | ۸۰       | کامبوج            | ۱۴–۰  | مقدماتی جام جهانی ۲۰۲۲       |
| ۲۵    | ۱۰ اکتبر ۲۰۱۹   | تهران    | ۸۰       | کامبوج            | ۱۴–۰  | مقدماتی جام جهانی ۲۰۲۲       |
| ۲۶    | ۱۰ اکتبر ۲۰۱۹   | تهران    | ۸۰       | کامبوج            | ۱۴–۰  | مقدماتی جام جهانی ۲۰۲۲       |
| ۲۷    | ۳۰ مارس ۲۰۲۱    | تهران    | ۸۳       | سوریه             | ۳–۰   | دوستانه                      |
| ۲۸    | ۳ ژوئن ۲۰۲۱     | عراد     | ۸۴       | هنگ کنگ           | ۳–۱   | مقدماتی جام جهانی ۲۰۲۲       |
| ۲۹    | ۱۱ ژوئن ۲۰۲۱    | رفاع     | ۸۵       | کامبوج            | ۱۰–۰  | مقدماتی جام جهانی ۲۰۲۲       |
| ۳۰    | ۱۴ ژانویه ۲۰۲۴  | الریان   | ۱۰۱      | فلسطین            | ۴–۱   | جام ملت‌های آسیا ۲۰۲۳         |

## افتخارات

### باشگاهی
تراکتور
- جام حذفی (۱): ۹۳–۱۳۹۲

المپیاکوس
- لیگ فوتبال یونان (۱): ۱۷–۲۰۱۶

اومانیا
- جام حذفی قبرس (۱): ۲۰۲۳–۲۰۲۲

### فردی
- آقای گل لیگ برتر خلیج فارس (۲): ۹۱–۱۳۹۰،[۳۴] ۹۳–۱۳۹۲[۳۵]
- حضور در تیم سال لیگ برتر خلیج فارس (۲)[نیازمند منبع]
- دومین گلزن برتر سوپر لیگ فوتبال یونان: ۲۰۱۵–۲۰۱۶[۳۶]